# 1958년 콘클라베

사도좌 공석 상태에 있는 동안에 사용되는 성좌의 문장

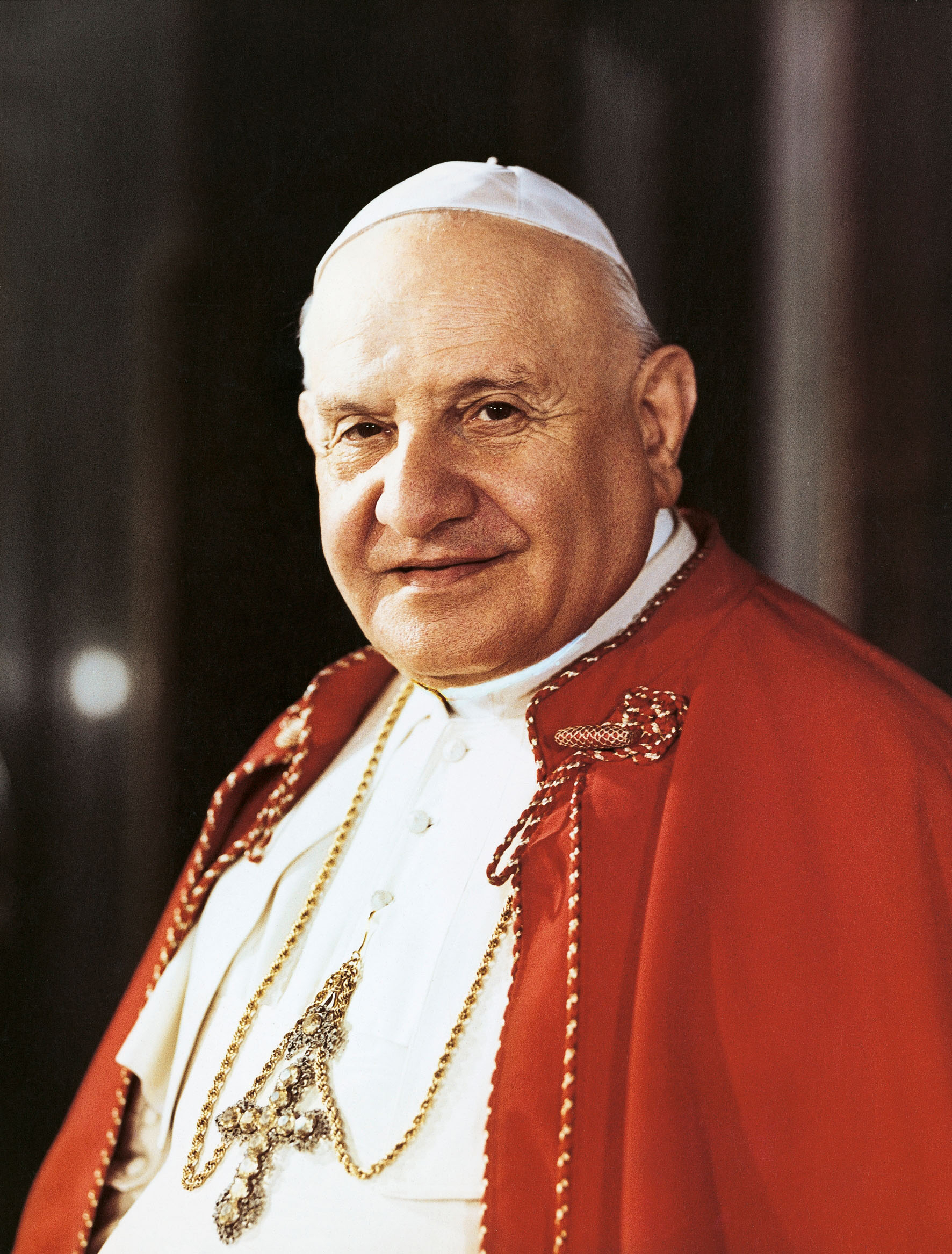
교황 선출자 요한 23세 (안젤로 론칼리)

1958년 콘클라베는 제261대 교황을 선출하기 위해 진행된 콘클라베이다. 제260대 교황 비오 12세가 1958년 10월 9일에 선종한 이후에 새 교황을 선출하기 위해 진행된 선거이며 바티칸 시국에 있는 사도 궁전과 시스티나 성당에서 진행되었다.
1958년 10월 25일부터 10월 28일까지 나흘에 걸쳐 11차례 투표가 진행되었으며 전 세계 80세 이하 추기경 53명 중 49명이 투표에 참가하였다. 이탈리아의 추기경이자 베네치아의 총대주교인 안젤로 론칼리가 새 교황으로 선출되었으며 교황 이름은 요한 23세로 명명되었다.

## 추기경단
- 투표에 참가한 추기경: 49명
- 불참: 2명

### 대륙별 추기경 분포
- 이탈리아 추기경: 16명
- 기타 유럽 국가 추기경: 32명
- 북아메리카 국가 추기경: 3명
- 남아메리카 국가 추기경: 9명
- 아프리카 국가 추기경: 1명
- 아시아 및 중동 국가 추기경: 3명
- 오세아니아 국가 추기경: 1명

## 주요 인사
- 수석 추기경: 외젠 티스랑 (Eugène Tisserant, 프랑스)
- 보조 추기경: 클레멘테 미카라 (Clemente Micara, 이탈리아)
- 교황 궁무처장: 베네데토 알로이시 마셀라 (Benedetto Aloisi Masella, 이탈리아)
- 수석 부제: 니콜라 카날리 (Nicola Canali, 이탈리아)